# Мирко Ковачевић
Мирко Ковачевић (Грахово, код Никшића, 6. мај 1916 — Кошуте, код Сиња, 14. август 1941) био је учесник Шпанског грађанског рата и Народноослободилачке борбе и народни херој Југославије.

## Биографија
Рођен је 6. маја 1916. године у селу Грахову, код Никшића. Био је најмлађе, једанаесто, дете сердара Петра Ковачевића. Основну школу је завршио у родном селу, а два разреда гимназије у Требињу. Због тешке материјалне ситуације, школовање је наставио тек после две године у Котору, па у Београду, где му се преселила породица. После завршетка четвртог разреда Друге мушке београдске гимназије, уписао се у Средњу техничку школу, коју је завршио 1936. године.
Током школовања се укључио у средњошколски омладински покрет и учествовао у акцијама револуционарне омладине Београда. Године 1935. постао је председник Удружења средњо-техничара. Волео је спорт и заједно са братом Василијем је играо фудбал у Спортском друштву „Раднички“.
После завршетка школе, 1936. године, одлази у Праг и почиње да студира технику. Завршио је само један семестар, јер је почетком 1937. године, на позив Комунистичке партије Југославије (КПЈ), с групом југословенских студената, отишао у Шпанију. Већ у фебруару и марту, као борац батаљона „Димитров“, учествује у борбама код Мараме, Гвадалахаре, Мадрида и Брунете. Априла 1937. године упућен је у официрску школу у Посарубиу, а затим у Албасете, где је распоређен у противтенковску батерију „Петко Милетић“, у којој је био заменик командира, од јула до децембра 1937. године.
Децембра 1937. постаје командир противтенковске батерије „Стјепан Радић“, с којом учествује у борбама код Теруела. После издвајања из 129. интернационалне бригаде, октобра 1938. године, постаје командир Другог вода Прве чете Jугословенског батаљона у близини Валенсије. Пред крај Шпанског грађанског рата произведен је у чин капетана Шпанске републиканске војске. У Шпанији је 1937. године постао члан Комунистичке партије Југославије (КПЈ).
После повлачења из Шпаније, заједно са многим интербригадистима, интерниран је у логор у Француској. Од фебруара 1939. до априла 1941. године био је у логорима Сен Сипријену и Гирсу. Касније је с групом Југословена отишао на присилни рад у Немачку, одакле је средином јула 1941. године, успео да побегне и пребацио се у окупирану Југославију.
По доласку у Југославију, кратко борави у Загребу, а онда је упућен у Сплит, на дужност команданта партизанских одреда Далмације. Заједно са политичким комесаром Павлом Папом и члановима Покрајинског комитета КПЈ за Далмацију, приступа мобилизацији бораца у прве партизанске одреде у Далмацији.
Погинуо је 14. августа 1941. године, у близини села Кошуте, код Сиња, у сукобу с домобранима и Италијанима, приликом изласка једне групе добровољаца из Сплита, као командант Сплитског партизанског одреда.
Указом Президијума Народне скупштине ФНР Југославије 182/51 21. децембра 1951, проглашен је за народног хероја.
Читава његова породица је учествовала у Народноослободилачкој борби, а од седморице браће њих тројица — Василије, Војо и Мирко су проглашени народним херојима.